# Headstrong (album)
Pour les articles homonymes, voir Headstrong.
Albums de Ashley Tisdale
Guilty Pleasure
(2009)
Headstrong est le premier album d'Ashley Tisdale. Certaines chansons ont déjà été écoutées tel que le single He Said She Said ou encore Be good To Me. L'album est sorti le 6 février 2007  L'album est un mélange de plusieurs genres de musique tel que la pop, le rock et le rap.

## Chansons
1. Intro
2. So much for you
3. He Said She Said
4. Be Good to Me
5. Not Like That
6. Unlove you
7. Positivity
8. Love me for me
9. Goin' crazy
10. Over it
11. Don't touch
12. We'll be together
13. Headstrong
14. Suddenly

Bonus :
1. I will be me
2. Who I am
3. It's life

## Réception
L'album a reçu une très bonne réception critique et commerciale. Le mélange habile entre la dance-pop, le hip-hop et le RnB lui attira des critiques positives. L'album a débuté à la 5e position du Billboard 200 avec 90,000 copies. L'album fut certifié disque d'or aux US avec 678,000 copies et s'est vendu à plus de 5,5 million d'exemplaires dans le monde. L'album fut aussi apprécié du public, car il fut élu 6e meilleur album de 2007 par les lecteurs de billboard magazine. Headstrong reste l'album le plus vendu par un membre du cast de High School Musical.

## Crédits et personnels
- Chant: Ashley Tisdale